# 蒼頡

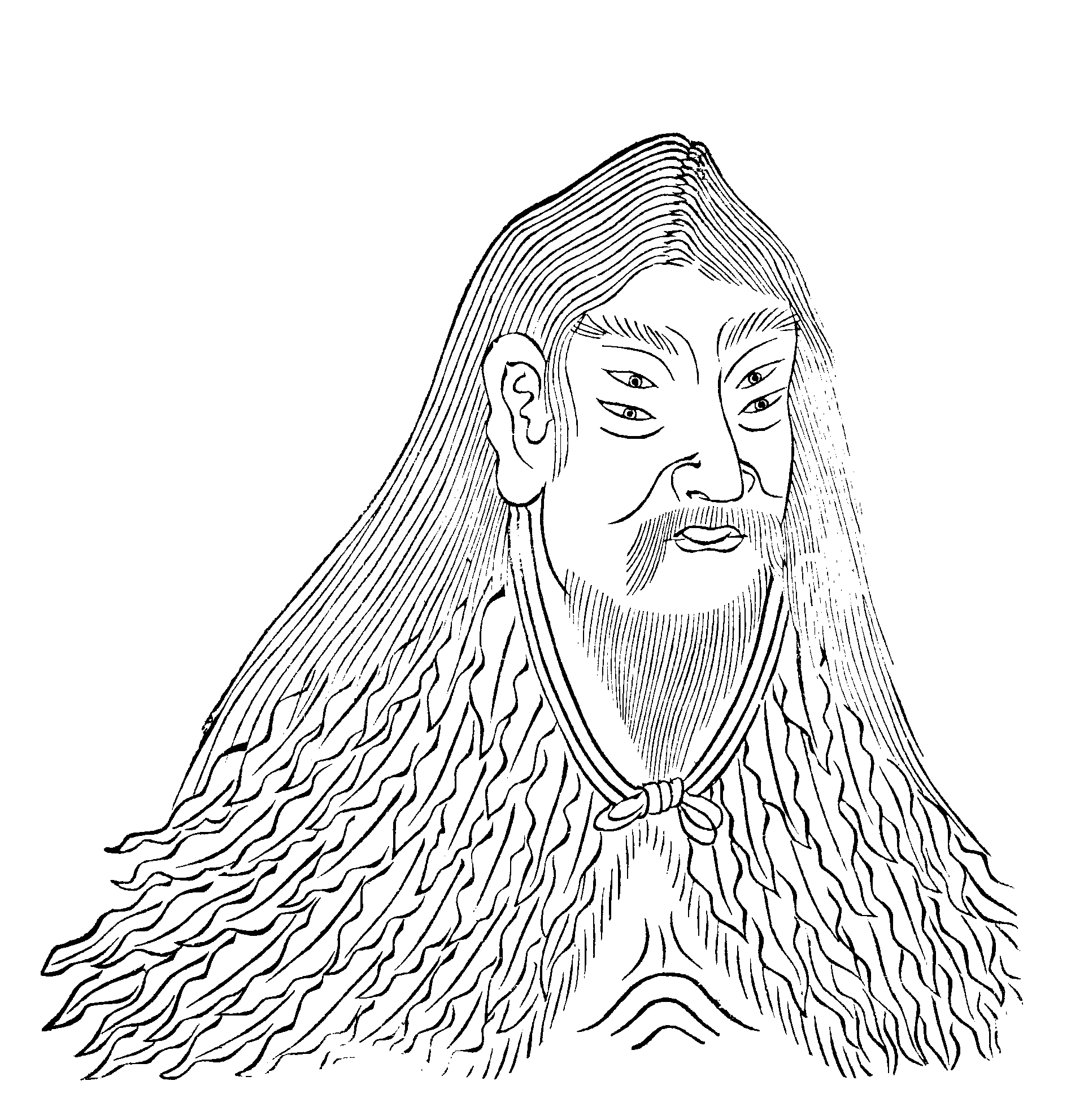
倉頡（『君臣図像』より）

蒼頡（そうけつ、 倉頡とも、拼音: Cāng Jié、紀元前2667年 - 紀元前2596年）は、漢字を発明したとされる古代中国の伝説上の人物。

## 来歴
蒼頡の名前があらわれる既知の最古の史料は、上海博物館蔵戦国楚竹書収録『容成氏』である。同書の抄写年代については諸説あるものの、おおむね戦国中期（紀元前4世紀末から紀元前3世紀）のものと考えられ、ここでは、「尊盧氏、赫胥氏、高辛氏、倉頡氏、軒轅氏、神農氏、渾沌氏、包羲氏の天下を有つや、 皆な其の子に授けずして賢に授く」と、蒼頡が三皇五帝と同格の古帝王として列せられている。また、孔穎達『尚書正義』には、「愼到云う『庖犧の前に在り』」と、『慎子』にも蒼頡を古帝王のひとりとする記述があったことを示す一文がある。
戦国後期（紀元前3世紀）には、おそらく『世本』を媒介とするかたちで蒼頡を「文字の発明者」と位置づける伝承がひろまり、たとえば『呂氏春秋』審分覧には「奚仲車を作り、蒼頡書を作り、后稷稼を作り、皐陶刑を作り、昆吾陶を作り、夏鮌城を作る」とある。また、『韓非子』五蠹には「古者、蒼頡の書を作るや」とある。また、『荀子』には「故に書を好む者は衆きも、而も倉頡のみ獨り傳わる者は、壹なればなり」とあり、おそらく『世本』を下敷きにするかたちで、蒼頡を「文字を好んだ人物の中での第一人者」と位置づけている。
秦代には始皇帝により文字の統一がおこなわれ、李斯により「蒼頡七章」が執筆された。これは漢代に入り、趙高の「爰歴六章」および胡毋敬「博学七章」とともに再編され『蒼頡篇』となる。同書は「蒼頡書を作り、以て後生に敎う」と、蒼頡が文字を発明したことを示す記述からはじまり、前漢中期まで同書を通じた識字教育がおこなわれたことで蒼頡の文字発明伝説は広く社会に普及することとなり、以降、これを前提とした伝説も多くあらわれるようになった。
たとえば、前漢の『淮南子』泰族訓・説山訓には「蒼頡の初めて書を作るや」「窾木の浮ぶを見て舟を爲るを知り、飛蓬の轉ずるを見て車を爲るを知り、鳥迹を見て書を著すを知る。類を以て之を取るなり」とあり、蒼頡が「鳥の足跡から漢字を創案した」という物語の萌芽がみられる。後漢の王充『論衡』骨相篇には「蒼頡四目にして、黄帝の史爲り」と、蒼頡が黄帝に仕える史官であり、目が4つあった旨が記される。蒼頡が黄帝の臣下であったという論は『漢書』古今人表にもある。一方、『河図玉版』には蒼頡は古帝王としてあらわれ、霊亀より河図洛書を入手したと記されている。
許慎『説文解字』敍ではこれらの伝説がまとめられ、「黄帝の史倉頡、鳥獸蹄墈の跡を見、分理の相い別異す可きを知るや、初めて書契を造る」と記されている。『説文解字』敍はおおむね劉歆『七略』のまとめる中国文字史を下敷きとしているが、同書には蒼頡に関する記述は存在しない。これは蒼頡が経書の記述にはあらわれないためである。『説文解字』において蒼頡に関する記述が補われた理由について、山田崇仁は「蒼頡文字發明傳説が常識であったため、それをどこかに插入する必要を感じ、上述の改變を行ったのだろう」と論じている。